# Ilse Fehling
Pour les articles homonymes, voir Fehling (homonymie).
Ilse Fehling, née le 25 avril 1896 à Dantzig-Langfuhr, Empire allemand et décédée le 25 février 1982 à Munich, est une sculptrice, scénographe et costumière allemande. Elle réalise les costumes de 29 films et participe à 40 productions théâtrales comme costumière ou scénographe.

## Biographie
Ilse Fehling est la fille de l'officier de carrière Hermann Theodor Fehling. Elle a fréquenté l'école de filles à Verden et, après le divorce de ses parents en 1913, l'école supérieure de filles d'Amélie Roquette à Lübeck.

### Formation
Ilse Fehling commence sa formation de créatrice de costumes à l'école Reimann (de) de Berlin en 1918 et y suit des cours sur l'étude du costume, le dessin de la mode et du nu, la sculpture et l'histoire de l'art. Elle étudie également la sculpture avec Walther Schmarje (de) au Collège d'arts appliqués à Berlin. Ilse Fehling a déjà un talent pour créer des formes sculpturales et des décors de théâtre, compétences qu'elle perfectionnera au Bauhaus où elle s’inscrit en 1920. Elle y suit le cours préliminaire avec Georg Muche et Johannes Itten.
Après le cours préliminaire, elle ne se laissera pas pousser vers la « classe des femmes » mais fréquentera la classe de théâtre de Lothar Schreyer, le cours de sculpture de Oskar Schlemmer et les études d'harmonisation enseignées par Gertrud Grunow (de). Le cours de Schreyer est, comme celui de Itten, fortement marqué par l'utopie du « nouvel homme » (Neuer Mensch). Avec ses élèves, il répète des danses et des jeux de mouvement avec des masques. 
Ilse Fehling crée des décors de théâtre mariant fantaisie et fonctionnalité. Elle met au point un plateau tournant pour marionnettes à cordes qu’elle fait breveter en 1922. La forme et le mouvement de la scène sont conçus pour réduire le fossé entre le public et la performance. 
Le 2 octobre 1922, à peine un an après son admission dans l'atelier de théâtre, Ilse Fehling obtient son diplôme. Suivant le souhait de Schreyer, elle est autorisée à rester dans l'atelier.

### Vie professionnelle
Après avoir quitté le Bauhaus en 1923, elle s'installe à Berlin et travaille de façon indépendante comme sculptrice et décoratrice de théâtre et de costumes. Elle partage son temps entre la confection de costumes, la scénographie et les sculptures. 
Elle épouse Henry S. Witting la même année. Ils ont une fille, Gaby, mais divorcent l'année suivante. 
En 1923, elle obtient son premier engagement pour la scénographie de "Chrysanthus und Daria" de Pedro Calderón de la Barca au Theater am Kurfürstendamm. Ses projets sont marqués du style du Bauhaus avec des vêtements faits de rectangles et triangles assemblés et des corps architecturaux. L'année suivante elle devient la décoratrice unique du théâtre.
Avec les années, ses costumes deviennent plus souples, les formes moins strictement géométriques, la mobilité plus grande, mais la marque du Bauhaus est toujours bien reconnaissable. 
En 1924, elle est chargée d'équiper le Schauspieltheater de Berlin. Elle conçoit la céramique pour l' usine de faïence de Velten-Vordamm.
En 1926, elle conçoit les costumes de son premier film, Liebe (La Duchesse de Langeais), et réalise un portrait en buste de l'actrice principale Elisabeth Bergner. 

#### La sculpture
Bien que ses réalisations au Bauhaus soient spectaculaires, elle ne perce pas vraiment avec son travail plastique et ses dessins dans les années 1920 et 1930. Si elle n'a jamais souhaité en vivre, la sculpture lui tiendra toujours à cœur. Certains de ses travaux semblent loin de la ligne du Bauhaus, du moins en surface. Car sa « Maria », sans les attributs habituels de la Vierge apparaît comme une femme superbe, puissante, une « nouvelle femme », émancipée, aux cheveux courts et sexuée, avec des poils pubiens. La reconnaissance viendra plutôt de son travail pour le théâtre et le cinéma. Elle fait toutefois de nombreux bustes d'acteurs. 
En 1927, elle a tout de même sa première exposition personnelle à la Fritz Gurlitt Gallery (de) de Berlin reçoit en 1931, elle reçoit le prix de Rome de l'Académie des arts de Prusse. Grâce à cette bourse, elle séjourne en Italie jusqu'en 1932 à la Villa Massimo. À son retour, ses sculptures montrent davantage une influence cubiste. Ses sculptures étant ensuite considérées comme "art dégénéré" par les nazis, elles ne peuvent être exposées et Ilse Fehling réduit son travail de sculpture et se concentre principalement sur les costumes et les décors pour l'industrie cinématographique et le théâtre.

#### Théâtre et cinéma
En 1937, elle fabrique les costumes pour le film « Der Herrscher » (Crépuscule), un film de propagande de Veit Harlan, maintenant interdit à la diffusion en Allemagne.
Elle a donc travaillé pour le Munich Kammerspiele de 1941 à 1943 et pour le Thalia Theater de Hambourg en 1943/44. En 1940, elle devient designer en chef chez Tobis-Europa, pour laquelle elle développe et optimise les stocks de costumes, mettant en œuvre une approche impliquant le «retraitement» des costumes précédemment utilisés. À la suite du bombardement de son atelier à Berlin et à la saisie de son appartement, elle perd la plupart de ses sculptures.
À partir de 1946, elle vit à Rottach-Egern puis à Genève où elle survit par ses dessins de presse. À partir de 1952, elle est à Munich, où elle a de nouveau son propre atelier, produit des sculptures et travaille pour des films et pour le théâtre. Elle a des commandes pour l'équipement de longs métrages allemands et, de 1956 à 1962, elle travaille pour des scènes à Cologne et Munich , au total, elle a participé à 40 productions théâtrales. 
En 1963, elle a encore une exposition personnelle avec Wolfgang Gurlitt à Munich. 
En 1965, elle mène à bien un dernier projet : la planification et la décoration intérieure d’un cinéma à Cologne, «Die Lupe».
Ilse Fehling décède à Munich le 25 février 1982.
Une grande exposition en solo lui est à nouveau consacrée en 1992 lors d'une exposition du Bauhaus à Dessau et une rue de Munich porte son nom depuis 2014.

## Filmographie
Ilse Fehling a réalisé les costumes pour 29 films, dont voici une sélection :
- 1933 : Viktor und Viktoria (Victor et Victoria) de Reinhold Schünzel
- 1937 : Die Kreutzersonate (La Sonate à Kreuzer) de Veit Harlan[6]
- 1937 : Der Herrscher (Crépuscule) de Veit Harlan, film de propagande nazie[7]
- 1940 : Falstaff in Wien (Scandale à Vienne) de Leopold Hainisch[8]
- 1935 : Liselotte von der Pfalz de Carl Froelich, la robe sans manches dessinée pour l'actrice Renate Mülle dans ce film est jugée extravagante[9].